# Шевченко, Николай Андреевич
Николай Андреевич Шевченко (1909—1985) — участник Великой Отечественной войны, командир пулемётного расчёта 465-го стрелкового полка (167-я стрелковая дивизия, 38-я армия, Воронежский фронт); Герой Советского Союза, на момент представления к званию Героя — красноармеец.

## Биография
Родился 15 ноября 1909 года в селе Белянка (ныне — Шебекинского района Белгородской области) в семье крестьянина. Украинец.
Окончил 3 класса, затем работал в колхозе.
В Красной Армии в 1931—1938 годах и с 1941 года. В 1933 году окончил полковую школу, в 1938 — курсы младших лейтенантов.
На фронте в Великую Отечественную войну — с июня 1941 года. Воевал на Западном, Воронежском и Первом Украинском фронтах, был ранен.
Командир пулемётного расчёта 465-го стрелкового полка красноармеец Николай Шевченко с расчётом 27 сентября 1943 года в районе села Вышгород (ныне город Киевской области) переправился через Днепр и обеспечивал огнём захват плацдарма передовыми подразделениями полка. 12 октября, участвуя в боях на плацдарме в районе села Лютеж (Вышгородский район), подавил несколько огневых точек и уничтожил свыше 30 солдат и офицеров противника.
В 1945 году Шевченко был демобилизован. Вернулся на родину. Окончил 7 классов, в 1953 году — Рыльское педагогическое училище, а в 1956 году — Ленинградский институт физкультуры имени Лесгафта.
Лейтенант в отставке Н. А. Шевченко работал преподавателем Белянской средней школы.
Умер 4 июля 1985 года.

## Награды
- Звание Героя Советского Союза присвоено 13 ноября 1943 года.
- Награждён орденами Ленина и Отечественной войны 1 степени, а также медалями.